# David Antunes
David Antunes é um cantor, compositor e músico português.

## Biografia
Nasceu em Santarém mas em 1990 mudou-se para Londres onde viveu até aos 20 anos. Regressou para Portugal no ano 2000, onde actualmente reside.
Cantor, compositor e pianista, começou a tocar com o pai aos seis anos. Fica conhecido pelo público quando é convidado para fazer parte do programa 5 para a Meia-Noite da RTP em 2009.
Nasce então a banda "David Antunes & The Midnight Band", da qual integram também os seus irmãos André Antunes, Valter Antunes e 
Em 2014 lança dois temas originais "Não te quero mais" e "És o meu final feliz", que atingem o primeiro lugar do iTunes em Portugal. Ambos duetos com a cantora Vanessa Silva.
Em 2015 volta a lançar dois singles, "Hoje não estou p'ra ninguém" e "Não vai acontecer", este último que alcança também o primeiro lugar de vendas no iTunes.
No final do ano e com a saída de Pedro Fernandes do programa 5 para a meia-noite, David Antunes e a sua banda terminam também 6 anos de 5 para a meia-noite.
Em 2016 é convidado juntamente com a Midnight Band a integrar o programa Agora Nós da RTP, a partir de 1º de Fevereiro. 
A 31 de Março de 2016, David Antunes lança um novo single: "Voltar à casa de partida".
Em Outubro é convidado para participar no concurso da TVI "A tua cara não me é estranha". No dia 21 de Janeiro de 2017 vence a final deste programa interpretando o tema "You Are So Beautiful" de Billy Preston, juntando-se assim a João Paulo Rodrigues, Luciana Abreu e Wanda Stuart na lista de vencedores deste formato televisivo.
No dia 1 de Março de 2018 volta a lançar um novo single "Sinto Falta" que acaba por fazer parte da banda sonora da novela da TVI "A Herdeira".

### Temas originais
- 2014 - Não te Quero Mais
- 2014 - És o meu final feliz
- 2015 - Hoje não estou p´ra ninguém
- 2015 - Não vai acontecer
- 2016 - Voltar à casa de partida
- 2017 - Sem ninguém saber
- 2018 - Sinto Falta
- 2019 - Tarde Demais
- 2019 - Faço o que eu quiser
- 2020 - Vai Ficar Tudo Bem

### Álbuns
- 2017 - "Casa de Partida"